# Montan-Zeitung für Österreich-Ungarn und die Balkanländer

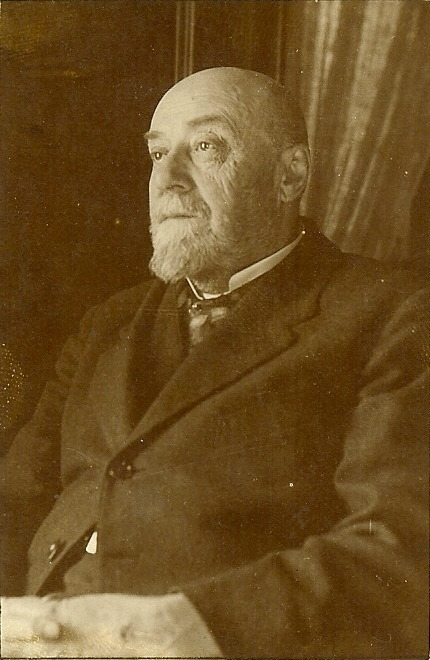
Gründer, Chefredakteur und Eigentümer: Franz Hilarius Ascher

Die Montan-Zeitung für Österreich-Ungarn und die Balkanländer war das in Graz erschienene Fachorgan für Berg-, Hütten- und Salinenwesen mit besonderer Berücksichtigung des Berg- und Hüttenmaschinenwesens, der Spreng- und Tiefbohrtechnik, sowie aller hierauf bezughabenden Industrien. Die Zeitschrift verstand sich als unabhängiges Organ zur Förderung der Interessen der Gewerken, sowie Berg- und Hüttenbeamten. Die Zeitung erschien, gegründet durch Franz Hilarius Ascher 1894 erstmals und ging 1929 nach dessen Tod in der Montanistischen Rundschau auf.